# Derwonaji
Derwonaji is een stad in de Ethiopische regio Somali.
Derwonaji telt naar schatting 41.000 inwoners.